# Gymnopilus alpinus
Gymnopilus alpinus là một loài nấm thuộc họ Cortinariaceae. Nó được nhà nghiên cứu về nấm Rolf Singer đặt tên vào năm 1951.